# Dragon Khan
El Dragon Khan és una muntanya russa d'acer amb inversions sit-down situada al parc temàtic PortAventura Park, a Salou i Vila-seca. El Dragon Khan disposa de vuit inversions; això era un rècord mundial. Aquest rècord es trencà el 2002 amb l'obertura de Colossus a Thorpe Park, al Regne Unit, que té deu inversions.

## Recorregut
Quan es travessa l'arc d'entrada guardat per dos dracs, de seguida hom passa al voltant del cap del drac que hi ha just al centre de l'edifici de la cua i arriba a l'estació, on espera un tren amb capacitat per a 28 persones. El Dragon Khan pot acollir fins a 3 trens alhora, el blau, el verd i el lila, però normalment només funciona amb 2 trens. Després de col·locar-se en una de les 8 files de 4 persones cadascuna, el tren arranca i fa una primera corba on ja es pot comprovar la velocitat que agafa el tren en tan sols aquell petit tram. A continuació el tren s'enganxa a la cadena per traslladar-se mecànicament fins a una alçada de 38,5 metres respecte a l'estació. En aquest punt, passa per una altra petita corba de 90 graus a la dreta i comença a baixar per la primera baixada d'una mica més de 40 metres arribant als 110 quilòmetres per hora. Després hi ha un Looping Vertical Gegant de 38 metres d'altura i ràpidament es dirigeix cap a un Dive Loop, després passa per un Zero-G-Roll i pel famós Cobra Roll, ràpidament puja cap al tram de frenada d'emergència i torna a baixar per una baixada en corba fins a un Looping Vertical. Llavors passa per una gran corba peraltada, un Corkscrew, una altra corba peraltada, un altre Corkscrew i, finalment, una última corba peraltada que porta directament cap al tram de frenada de l'estació.

## Tematització[5]

### Les formes i la distribució dels espais
L'edifici de cues i l'estació de càrrega del Dragon Khan són un clar referent de l'arquitectura xinesa. Aquesta arquitectura es caracteritza per distribuir els espais en unitats rectangulars, que s'uneixen per formar un tot. Aquestes unitats rectangulars es combinen d'acord amb diferents mides i posicions en funció de la importància de l'organització del conjunt. Aquesta forma de distribuir els espais permet un aspecte exterior impressionant, dinàmic i misteriós, regit pels principis d'equilibri i simetria.

### L'estructura de bigues i pilars de fusta
És una altra de les característiques essencials de l'arquitectura de la Xina. La fusta és un material de construcció molt preat pels xinesos, des de fa milers d'anys. La fusta representa la vida i, aquesta idea, la cultura xinesa l'aconsegueix representar als edificis gràcies al lacat de vius colors amb funció de protecció de la fusta, decoració d'aquesta i un profund simbolisme en les seves formes. Per poder realitzar la construcció de les àmplies teulades en voladís, aquesta estructura de bigues i pilars inclouen un suport anomenat "Tou-kung", que s'eleva des de cada un dels pilars. Aquests suports tenen funció constructiva i ornamental, amb una forma atractiva i característica que va ser estesa durant la dinastia Han.
Un altre aspecte a destacar visible en l'atracció és l'elevació de l'estructura i l'edifici, sobre un gran pedestal. Aquest es construïa per evitar les humitats als edificis, així com per donar notorietat, força i elegància. En funció de l'alçària en què eren elevats i el nivell de detall, es descrivia la importància de l'edifici.

### Les teulades i les teules de ceràmica
La típica corba de les teulades xineses simbolitza els valors del seu esperit cultural. En contraposició amb la resta de l'edifici, que és relativament senzill, la teulada desperta la sorpresa en incloure ràfecs aixecats i una divisòria corba. Aquest tret fa correspondre les línies de l'arquitectura xinesa, amb la seva peculiar cal·ligrafia repleta de traços en moviment corb. Les teulades són repletes d'animals simbòlics: els dracs ballarins signifiquen l'equilibri entre el Yin i el Yang, els peixos l'èxit, els elefants són símbols de saviesa, l'au fènix de bellesa, els cavalls i lleons vitalitat i força respectivament. El nombre d'animals en una teulada, tanmateix, mai no en supera onze.

## Premis de laUETPA

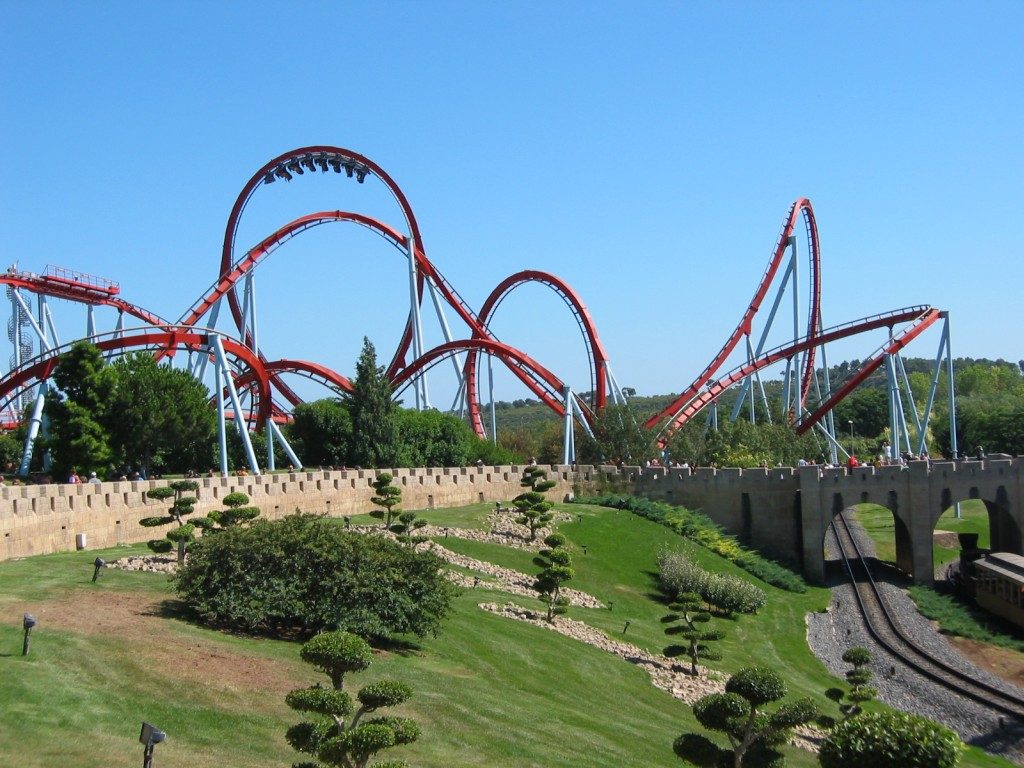
L'atracció Dragon Khan, abans que es construís el Shambhala.

- 2002: 3a millor muntanya russa d'acer a Europa.
- 2002: 3a millor muntanya russa d'Europa.
- 2003: 6a millor muntanya russa d'acer a Europa.
- 2004: 2a millor muntanya russa d'acer a Europa.
- 2005: 2a millor muntanya russa d'acer a Europa.